# Hans van den Hende

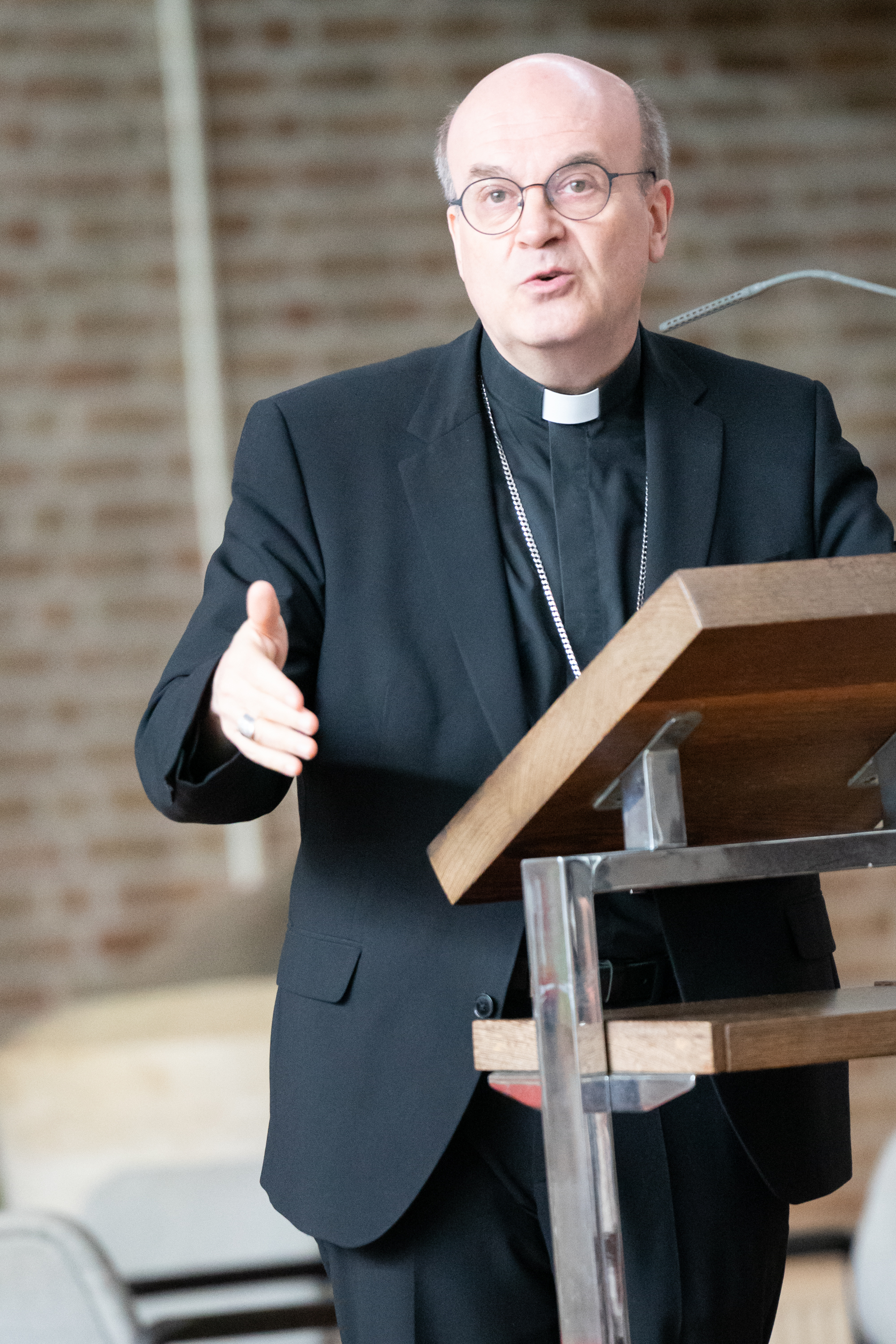
Bischof Hans van den Hende (2024)

Bischofswappen als Bischof von Rotterdam

Johannes Hermannes Jozefus „Hans“ van den Hende (* 9. Januar 1964 in Groningen, Provinz Groningen) ist ein niederländischer Geistlicher und seit 2011 römisch-katholischer Bischof von Rotterdam. Seit 2016 ist er zudem Vorsitzender der Niederländischen Bischofskonferenz.

## Leben

### Frühe Jahre
Nach dem Besuch der Schule in Haren absolvierte Hans van den Hende an der Katholischen Universität in Utrecht ein Studium der Katholischen Theologie und der Philosophie. Am 6. April 1991 empfing er das Sakrament der Priesterweihe für das Bistum Groningen.
Später studierte er Kanonisches Recht an der Päpstlichen Universität Gregoriana in Rom, wo er 2002 mit einer von Gianfranco Ghirlanda als Doktorvater betreuten Dissertationsschrift zum Thema Partikularkonzilien und Bischofskonferenzen vom II. Vaticanum bis zum CIC von 1982 promoviert wurde. Am 1. Januar 2000 wurde van den Hende von Bischof Wim Eijk zum Generalvikar des Bistums Groningen-Leeuwarden ernannt.

### Bischof
Am 9. September 2006 wurde Hans van den Hende von Papst Benedikt XVI. zum Koadjutorbischof mit dem Recht der Nachfolge von Martinus Muskens für das Bistum Breda ernannt. Die Bischofsweihe spendeten ihm am 25. November 2006 in Breda der Bischof von Breda, Martinus Muskens; Mitkonsekratoren waren der Altbischof von Breda, Hubertus Ernst, und der Bischof von Groningen-Leeuwarden, Wim Eijk. Sein Wahlspruch lautet „Sine timore serviamus illi“ (Lk 1,74 ; „Dass wir ihm furchtlos dienen.“ Lk 1,74 ).
Van den Hende war 2006 der Jüngste unter den niederländischen Bischöfen und der zehnte Bischof des Bistums Breda seit 1853 – dem Jahr, in dem die niederländische Regierung dem Vatikan erlaubte, wieder Bischöfe in den Niederlanden zu ernennen. Am 31. Oktober 2007 wurde er zum Bischof von Breda ernannt. 
Papst Benedikt XVI. ernannte van den Hende am 10. Mai 2011 als Nachfolger von Adrianus Herman van Luyn zum fünften Bischof von Rotterdam. Die Amtseinführung erfolgte am 2. Juli desselben Jahrs.
2016 wählten die niederländischen Bischöfe van den Hende zum Vorsitzenden der Niederländischen Bischofskonferenz für eine fünfjährige Amtszeit (bis 2021). Im September 2021 wurde er für eine weitere Amtszeit gewählt.
Papst Franziskus ernannte ihn im Mai 2021 zum Apostolischen Visitator des Erzbistums Köln. Zusammen mit dem Bischof von Stockholm, Anders Kardinal Arborelius sollte er im Juni 2021 die komplexe pastorale Situation im Erzbistum untersuchen und insbesondere auch auf eventuelle Fehler Kardinal Woelkis und der anderen betroffenen Bischöfe und Weihbischöfe im Umgang mit Fällen sexuellen Missbrauchs achten.